# Heyuan
Heyuan (léase Je-yuan; en chino, 河源; pinyin, Héyuán) es una ciudad-prefectura en la provincia de Cantón, República Popular de China. Limita al norte con la provincia de Jiangxi, al sur con Cantón (China), al oeste con Qingyuan  y al este con Meizhou. Su área es de 15 478 km²  y su población es de 3,32 millones (siendo mayoritario el grupo hakka). La ciudad es bordeada al norte por el río Dong.

## Administración
La ciudad prefectura de Heyuan administra 1 distrito y 5 condados:
- Distrito Yuancheng 源城区
- Condado Zijin 紫金县
- Condado Longchuan 龙川县
- Condado Lianping 连平县
- Condado Heping 和平县
- Condado Dongyuan 东源县

## Economía
Heyuan es rica en recursos naturales y tierras fértiles. Hay 100 kilómetros cuadrados de tierra cultivada, 13 600 km² de terreno montañoso, y 640 km² de superficie de agua. Muchos depósitos minerales tales como mineral de hierro, tungsteno, estaño, la fluorita se encuentran en Heyuan.

## Lenguas
El idioma principal en esta área es el Hakka y de menor rango el Yue.

## Clima
El clima de la ciudad está influenciado por el clima subtropical húmedo con inviernos cortos y veranos largos ,los tifones se pueden presentar de agosto a octubre. El mes más frío es enero con 12 °C y julio el más cálido con 29 °C.
| Parámetros climáticos promedio de Heyuán (1971-2000) | Parámetros climáticos promedio de Heyuán (1971-2000) | Parámetros climáticos promedio de Heyuán (1971-2000) | Parámetros climáticos promedio de Heyuán (1971-2000) | Parámetros climáticos promedio de Heyuán (1971-2000) | Parámetros climáticos promedio de Heyuán (1971-2000) | Parámetros climáticos promedio de Heyuán (1971-2000) | Parámetros climáticos promedio de Heyuán (1971-2000) | Parámetros climáticos promedio de Heyuán (1971-2000) | Parámetros climáticos promedio de Heyuán (1971-2000) | Parámetros climáticos promedio de Heyuán (1971-2000) | Parámetros climáticos promedio de Heyuán (1971-2000) | Parámetros climáticos promedio de Heyuán (1971-2000) | Parámetros climáticos promedio de Heyuán (1971-2000) |
| Mes                                                  | Ene.                                                 | Feb.                                                 | Mar.                                                 | Abr.                                                 | May.                                                 | Jun.                                                 | Jul.                                                 | Ago.                                                 | Sep.                                                 | Oct.                                                 | Nov.                                                 | Dic.                                                 | Anual                                                |
| ---------------------------------------------------- | ---------------------------------------------------- | ---------------------------------------------------- | ---------------------------------------------------- | ---------------------------------------------------- | ---------------------------------------------------- | ---------------------------------------------------- | ---------------------------------------------------- | ---------------------------------------------------- | ---------------------------------------------------- | ---------------------------------------------------- | ---------------------------------------------------- | ---------------------------------------------------- | ---------------------------------------------------- |
| Temp. máx. media (°C)                                | 18.1                                                 | 18.4                                                 | 21.7                                                 | 25.8                                                 | 29.2                                                 | 31.4                                                 | 33.2                                                 | 33.1                                                 | 31.7                                                 | 28.9                                                 | 24.2                                                 | 20.1                                                 | 26.3                                                 |
| Temp. mín. media (°C)                                | 9.1                                                  | 10.7                                                 | 14.2                                                 | 18.7                                                 | 22.1                                                 | 24.3                                                 | 25.1                                                 | 24.9                                                 | 23.5                                                 | 20.0                                                 | 14.9                                                 | 10.4                                                 | 18.2                                                 |
| Lluvias (mm)                                         | 53.4                                                 | 94.3                                                 | 153.3                                                | 259.5                                                | 338.1                                                | 345.5                                                | 218.2                                                | 246.1                                                | 157.5                                                | 61.0                                                 | 39.3                                                 | 39.8                                                 | 2006                                                 |
| Días de lluvias (≥ 0.1 mm)                           | 8.0                                                  | 12.5                                                 | 16.4                                                 | 17.8                                                 | 20.1                                                 | 19.5                                                 | 16.7                                                 | 17.8                                                 | 12.6                                                 | 6.1                                                  | 5.3                                                  | 5.8                                                  | 158.6                                                |
| Horas de sol                                         | 135.8                                                | 91.7                                                 | 85.3                                                 | 92.8                                                 | 122.5                                                | 155.3                                                | 219.0                                                | 200.9                                                | 189.7                                                | 197.1                                                | 180.5                                                | 172.0                                                | 1842.6                                               |
| Humedad relativa (%)                                 | 70                                                   | 75                                                   | 79                                                   | 81                                                   | 82                                                   | 83                                                   | 80                                                   | 81                                                   | 77                                                   | 70                                                   | 66                                                   | 66                                                   | 75.8                                                 |
| Fuente: China Meteorological Administration          |                                                      |                                                      |                                                      |                                                      |                                                      |                                                      |                                                      |                                                      |                                                      |                                                      |                                                      |                                                      |                                                      |

## Tal vez te interese
- Heyuannia un género representado por una única especie de dinosaurio terópodo ovirraptórido, que vivió a finales del período Cretácico.
- Embalse Xinfengjiang lago artificial situado en esta ciudad.